# Anstel

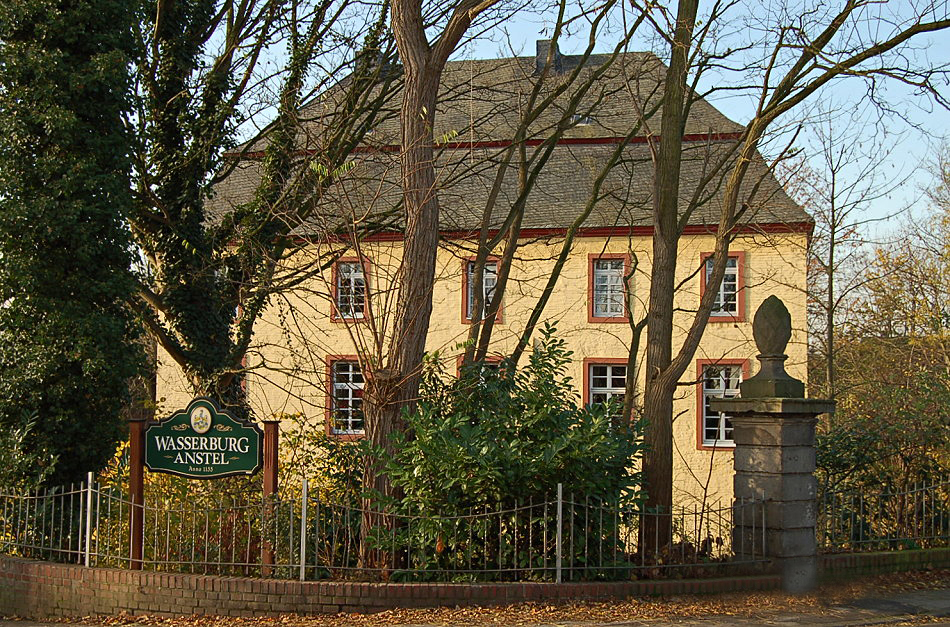
Die Wasserburg in Anstel

Anstel ist ein circa 1000 Einwohner zählender Ortsteil der Gemeinde Rommerskirchen im Rhein-Kreis Neuss.

## Geografie

### Geografische Lage
Anstel liegt etwa 20 km nordwestlich von Köln und etwa 20 km südwestlich von Düsseldorf zwischen den Städten Grevenbroich, Dormagen und Pulheim an der Bundesstraße 477. Südlich von Anstel schließt sich Frixheim an, weiter südlich liegen die Ortschaften Butzheim und Nettesheim und weiter nördlich entfernt folgen Dormagen-Broich und Dormagen-Gohr. Durch den Ort fließt der Gillbach. Westlich von Anstel verläuft der Strategische Bahndamm.

### Nachbarorte
Mit dem direkt angrenzenden Dorf Frixheim bildete Anstel bis zur kommunalen Neugliederung im Jahre 1975 die Gemeinde Frixheim-Anstel, weshalb diese Bezeichnung häufig noch in Karten auftaucht. Weitere Nachbarorte sind Nettesheim, Butzheim und Evinghoven. In der Nachbarschaft liegen außerdem die zur Stadt Dormagen gehörenden Orte Knechtsteden und Gohr-Broich.

## Geschichte
Mehrere Urnen aus der Eisenzeit wurden in der ehemaligen Ziegelei bei Anstel gefunden. Es handelte sich um einen Friedhof, der von den Ubiern angelegt worden sein könnte. Römische Besiedlung ist durch villae rusticae belegt, ebenso ist seit dem 2. Jh. n. Chr. regelmäßige Besiedlung nachgewiesen. Anstel wurde bereits 1134 als Anstele erwähnt.
Die Ursprünge des Ortes liegen im Dorfzentrum mit seiner spätmittelalterlichen Wasserburg und den in ihren Ursprüngen vermutlich ebenso alten Gehöften rund um den Ort. Bei dieser Wasserburg handelt es sich um einen kurkölnischen Rittersitz – das Haus Anstel. Bis 1794 gehörte das kleine Gillbachdorf zum Dingstuhl Rommerskirchen im Amt Hülchrath im Kurfürstentum Köln.
Nach dem Einmarsch der Franzosen 1794 wurde das linksrheinische Gebiet französisch. 1798 wurde das Rheinland von den Franzosen in vier Departements (Rur/Roer, Rhein-Mosel, Saar und Donnersberg) aufgeteilt. Departements waren in Arrondissements/etwa Regierungsbezirke unterteilt, diese wiederum in Cantone/etwa Kreise und diese wieder in Mairien/Bürgermeistereien. Als unterste Verwaltungseinheit entstand in diesem Gebiet die Mairie Nettesheim. Diese gehörte zum Kanton Dormagen im Arrondissement de Cologne im Département de la Roer. Nach dem Abzug der französischen Besatzungstruppen infolge des Zusammenbruchs des napoleonischen Reiches 1814 wurde das katholisch geprägte Rheinland beim Wiener Kongress dem protestantischen Preußen zugesprochen.
Nach 1815 wurde Anstel ein Teil der Gemeinde Frixheim-Anstel in der Bürgermeisterei Nettesheim und kam zum Landkreis Neuß. Am 1. Januar 1975 wurde die Gemeinde Frixheim-Anstel in die Gemeinde Rommerskirchen eingegliedert.

### Einwohnerentwicklung
Gemeinde Frixheim-Anstel
- 06. Juni 1961: 1253
- 30. Juni 1964: 1295
- 27. Mai 1970: 1251
- 30. Juni 1974: 1330

### Fläche
Ehemalige Gemeinde Frixheim-Anstel
9,24 km²

## Kultur

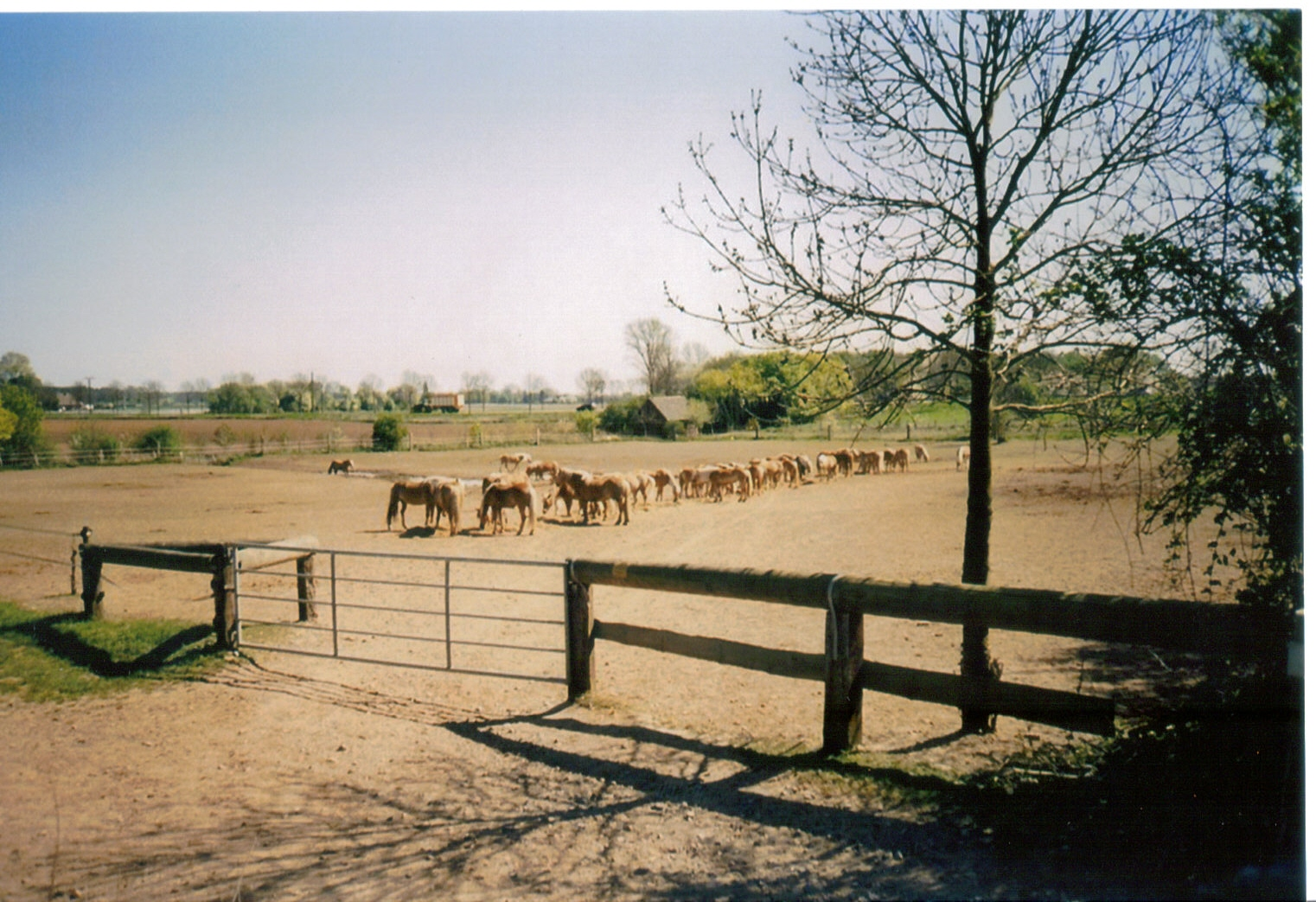
Haflinger, Ziegelhof, Anstel

### Brauchtum
Wie im Rheinischen üblich, zählt das Schützenfest zu den Hauptattraktionen des Ortes und zieht jährlich hunderte von Gästen an. Es findet traditionell am ersten Wochenende im September statt und dauert vier Tage. Die zu Anstel gehörige St. Sebastianus Bruderschaft ist mittlerweile über 700 Jahre alt und zählt zu den ältesten Bruderschaften des Umkreises.
In der 1984 eröffneten großen Schützenhalle finden neben den Veranstaltungen der Schützen auch andere über die Kreisgrenzen bekannte Veranstaltungen statt. So wird hier beispielsweise groß Karneval oder auch Halloween gefeiert.

### Vereine
- St. Sebastianus Schützenbruderschaft Anstel 1300 e. V.
- Tambourcorps „In Treue fest“ Anstel 1920 e. V.
- Montagsclub (Fußball, gegründet 1965) bis heute...
- Karnevalsgesellschaft Ansteler Burgritter 1986 e. V.
- Sportschützen Anstel
- Scheibenschützen Königstreue Anstel
- Grenadierzug „Stief Boschte“ 2005 Anstel
- Jägerzug „Wilde Keiler“ 1995 Anstel
- Jägerzug „Jröne Jonge“ 1981 Anstel
- Jägerzug „Jägermeister“ 2002 Anstel
- Pionierzug „Brückenbauer“ 2007 Anstel
- Artilleriezug „Gilbach Boschte“ 2012 Anstel

### Bauten
- Wasserburg Anstel
- Nördlich von Anstel liegen die Höveler Höfe – deren Name sich vom mittelalterlichen Huvil-Wald ableitet.

## Wirtschaft und Infrastruktur

### Handel und Gewerbe
Am westlichen Ortsende von Anstel befindet sich ein Gewerbegebiet, wo unter anderem ein lokales Busunternehmen, eine Kfz-Werkstatt, ein Logistikunternehmen oder auch eine Schmiede angesiedelt sind. Des Weiteren findet man in Anstel mehrere kleinere Einzelhändler, beispielsweise eine
Fahrradwerkstatt, eine private Autowerkstatt, einen Friseur oder einen Elektrofachbetrieb.

### Medien
- Neuss-Grevenbroicher-Zeitung – regionale Tageszeitung, Neusser Zeitungsverlag GmbH
- Erft-Kurier – lokales Anzeigenblatt (Dienstag) Neusser Zeitungsverlag GmbH
- NE-WS 89,4 – lokaler Radiosender (täglich), Neusser Zeitungsverlag GmbH

### Verkehr
Anstel liegt an der Bundesstraße 477. Die gleichnamige Bushaltestelle verbindet Anstel mit den umliegenden Orten und wird vom Omnibusverkehr Caillard bedient.